# Sergius en Bacchus

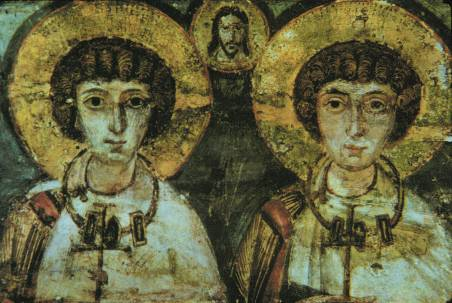
Heiligen Sergius en Bacchus, icoon uit de 6de eeuw, uit het Katharinaklooster in de Sinaïwoestijn, thans in Kiev, Khanenko museum

Sergius en Bacchus (gestorven ca. 303) zijn martelaren in de christelijke kerken, zowel in de Rooms-Katholieke Kerk als in de oosters-orthodoxe kerken en de oriëntaals-orthodoxe kerken. Hun feestdag is op 7 oktober.
Sergius (ook Sargius of Sarga) van Resafa (of Sergiopolis) kwam uit de provincie Augusta Euphratesia (thans in Noord-Syrië). Bacchus was afkomstig van Barbalis.

## Passio
Het lijdensverhaal (passio) van Sergius en Bacchus is bewaard gebleven in het Grieks, Latijn en Syrisch, maar ook historici zoals Theodoretus van Cyrrhus vermelden hen. Ze waren martelaren ten tijde van de christenvervolging onder Diocletianus. Ze zouden van Romeinse adel geweest zijn. Keizer Maximianus (285-305), had hen aangesteld als officier van de Romeinse grenstroepen in Syrië. Toen hij vermoedde dat ze christen waren liet hij ze voor straf in vrouwenkleren gehuld door de straten van de stad slepen. In de plaats Barbalis (of Varvalis) liet hij Bacchus net zo lang bewerken met gesels tot deze eraan bezweek. Te Resafa moest Sergius 15 kilometer lopen op schoenen met ijzeren nagels die door de zolen prikten, waarna hij met het zwaard om het leven gebracht werd. Het jaar van hun gewelddadige dood loopt in de bronnen uiteen van 296 tot 305. Sergius wordt afgebeeld in vrouwenkleren en schoenen met spitse punten.